# Roblox Corporation
Roblox Corporation là một nhà phát triển trò chơi điện tử của Mỹ có trụ sở tại San Mateo, California được thành lập vào năm 2004 bởi David Baszucki và Erik Cassel và công ty là nhà phát triển của Roblox, được phát hành vào năm 2006. Tính đến tháng 12 năm 2020, Roblox Corporation có hơn 830 nhân viên. Công ty ra mắt công chúng vào tháng 3 năm 2021 thông qua niêm yết trực tiếp trên Sở giao dịch chứng khoán New York.
Vài trăm người xây dựng Roblox đầu tiên đều là nhà phát triển, nhà đầu tư, người thử nghiệm và bạn bè của những người sáng lập và khó để nói ai là người chơi đầu tiên của Roblox vì một số tài khoản ban đầu vẫn đang hoạt động.

## Lịch sử

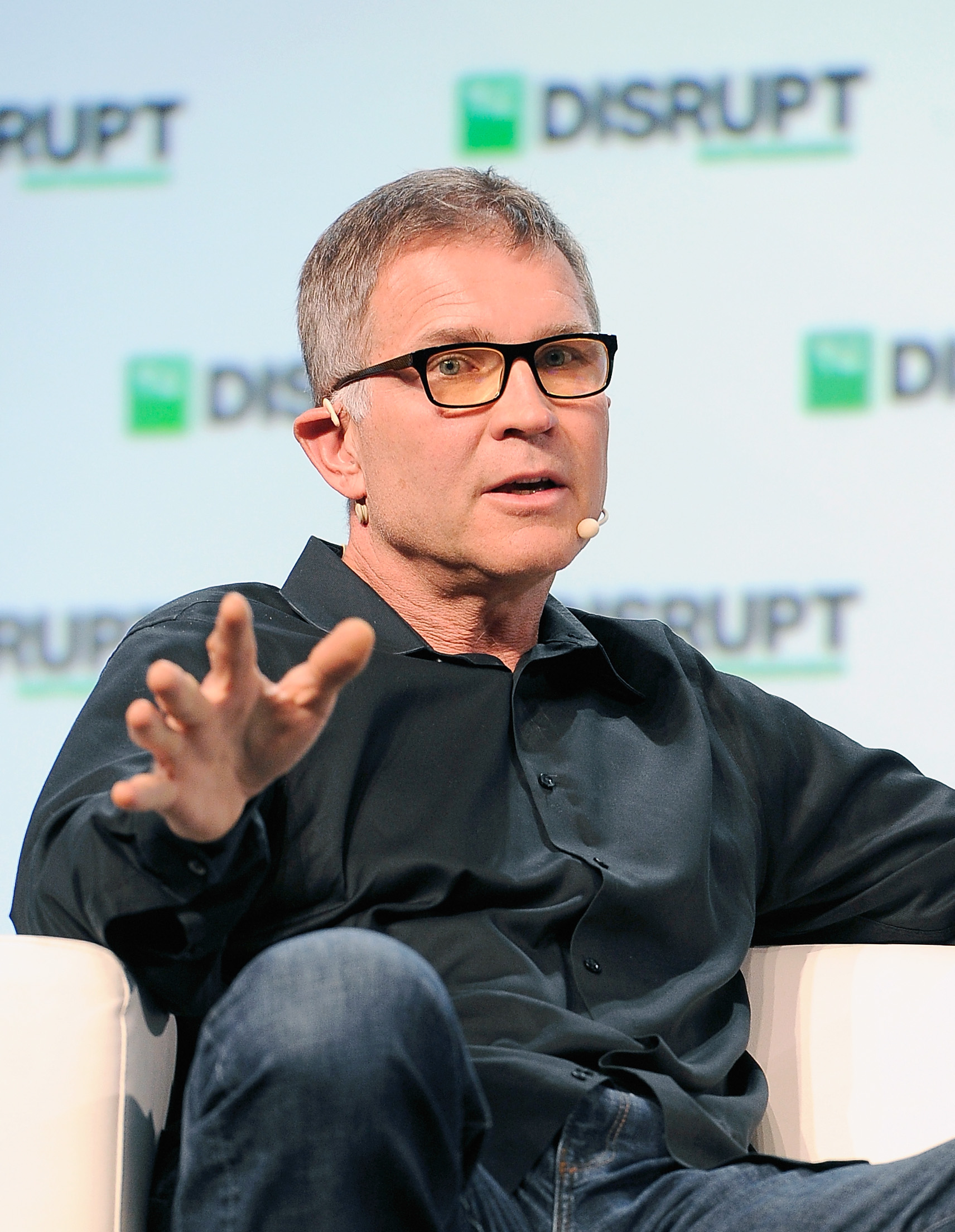
Người đồng sáng lập và Giám đốc điều hành của Roblox Corporation, David Baszucki, vào năm 2018

Roblox Corporation được thành lập bởi David Baszucki và Erik Cassel. Baszucki trước đây đã thành lập Công ty phần mềm giáo dục Knowledge Revolution vào năm 1989. Năm đó, thông qua công ty, ông và Cassel đã phát triển Vật lý tương tác, một mô phỏng vật lý 2D. Cuộc cách mạng tri thức tiếp nối điều này với Mô hình làm việc, mô phỏng các thiết bị cơ khí. Cuối cùng công ty đã được MSC Software mua với giá 20 triệu đô la Mỹ, nơi Baszucki và Cassel có được các vị trí cấp cao. Baszucki là phó chủ tịch và tổng giám đốc của công ty từ năm 2000 cho đến năm 2002, khi ông rời MSC Software để thành lập Baszucki & Associates, một công ty đầu tư thiên thần. Anh và Cassel thành lập Roblox Corporation vào năm 2004. Làm việc tại một văn phòng ở Menlo Park, California, họ đã bắt đầu công việc sơ bộ về trò chơi điện tử DynaBlocks, được ra mắt ở trạng thái beta vào cuối năm đó. Tên trò chơi đã được đổi thành Roblox vào năm 2005, và trò chơi chính thức được phát hành vào ngày 1 tháng 9 năm 2006.